# دانشگاه هومبولت برلین
دانشگاه هومبولت برلین (به آلمانی: Humboldt-Universität zu Berlin) یک دانشگاه تحقیقاتی دولتی در برلین آلمان است که در سال ۱۸۰۹ میلادی با ابتکار ویلهلم فون هومبولت به‌عنوان دانشگاه برلین (Universität zu Berlin) تأسیس و در ۱۸۱۰ با ۲۵۶ دانشجو و ۵۲ استاد افتتاح شد و کار خود را آغاز نمود. در دو قرن گذشته این دانشگاه جایگاه بسیاری از بزرگان و اندیشمندان آلمانی بوده‌است.

## تاریخچه
دانشگاه تازه بنیان نهاده شدهٔ برلین در سال ۱۸۱۰ با ۲۵۶ دانشجو و ۵۲ استاد در رشته‌های قانون، پزشکی، الهیات و فلسفه زیر نظر رئیس دانشگاه، تئودور اشمالز، آغاز به کار کرد. این دانشگاه خانهٔ بسیاری از بزرگترین متفکران آلمانی در دو قرن گذشته بوده‌است که از میان آنها می‌توان به فیلسوف ایدئالیست یوهان گوتلیب فیشته، الهی‌دان اشلایرماخر، فیلسوف برجستهٔ ایدئالیست هگل، فیلسوف الهی‌دان ایدئالیست فردریش شلینگ، منتقد فرهنگی والتر بنیامین و فیزیک‌دان برجسته آلبرت اَینشتین و ماکس پلانک اشاره کرد.

بنیانگذاران تئوری مارکسیسم از جمله کارل مارکس و فریدریش انگلس نیز در این دانشگاه کسب علم کرده‌اند، همین‌طور شاعر برجسته هاینریش هاینه، بنیانگذار ساختارگرایی فردرناندساسور، اتو فون بیسمارک، بنیانگذار کمونیست آلمان کارل لیبکنشت، آمریکایی آفریقایی‌تبار و از مخالفان تبعیض نژادی در ایالات متحدهٔ آمریکاویلیام دوبوآ و همچنین یکی از رهبرای مشهور اروپایی به اسم رابرت شومان؛ همان‌طور می‌توان اشاره کرد به جراح نامدار یوهان فریدریش دیفنباخ در اوایل ۱۸۸۰.

این دانشگاه خانهٔ ۲۹برندهٔ جایزهٔ نوبل بوده‌است. ساختار دانشگاه‌های آلمانی تحقیق-محور همانند هومبولت، به عنوان مدلی برای دیگر دانشگاه‌ها، همچون دانشگاه جانز هاپکینز بوده‌است. همچنین ادعا شده‌است که دانشگاه هومبولت به عنوان مدلی برای دیگر دانشگاه‌های سراسر اروپا، به عنوان خود محور بودن و مرکزمطالعات و تحقیقات در مبحث‌های مستقل و جداگانه، مد نظر قرار گرفته‌است.
از فارسی‌زبانانِ سرشناسِ این دانشگاه می‌توان بزرگ علوی و داوود منشی‌زاده را نام برد.

## رنکینگ
در رتبه‌بندی دانشگاهٔ جهان QS در سال ۲۰۲۰ دانشگاه هومبولت در رتبه‌ی ۱۲۰ دنیا و چهارم آلمان قرار گرفته‌است. همچنین بر اساس رتبه‌بندی مؤسسه تایمز در سال ۲۰۲۰ این دانشگاه در رتبه‌ی ۷۴ دانشگاه‌های جهان قرار دارد.

## دانشکده‌ها
دانشکده‌های دانشگاه هومبولت برلین شامل:
- دانشکده علوم پزشکی
- دانشکده علوم اقتصاد
- دانشکده فلسفه
- دانشکده ریاضیات و علوم طبیعی
- دانشکده هنر
- دانشکده علوم فرهنگی اجتماعی و تربیتی
- دانشکده زیست‌شناسی و روان‌شناسی
- دانشکده حقوق